# Џон Вилијамс
Џон Таунер Вилијамс (енгл. John Towner Williams; 8. фебруар 1932) је амерички композитор, диригент и пијаниста.“ Сматра се једним од највећих америчких композитора свих времена. Он је компоновао неке од најпопуларнијих, напрепознатљивијих, и критичких хваљених комада филмске музике у филмске историје током каријере која се протеже више од шест деценија. Добитник је 24 Награде Греми, 7 филмских награда британске академије, 5 Оскара и 4 Награде Златни глобус. Са 51 номинацијом за Награду академије, он је други по броју појединачних номинација, након Волта Дизнија. Године 2005, Амерички филмски институт је изабрао Вилијамсову филмску музику за филм Ратови звезда из 1977. као најбољу америчку филмску музику свих времена. Саундтрак за Ратове звезда је додатно сачуван у Конгресној библиотеци у Националном регистру снимака као дело које је „културно, историјски или естетски значајно”.
Вилијамс је познат је по томе што је стварао музику за многе познате филмове као што су Ајкула, Ратови звезда, Хари Потер и Индијана Џоунс. Он је сарађивао са редитељем Стивеном Спилбергом од 1974, компонујући музику за све осим четири његова играна филма –– Дуел, Љубичаста боја, Мост шпијуна  и Играч број 1. Други Вилијамсови радови обухватају тематску музику за Летње олимпијске игре 1984, НБЦ фудбал недељом увече, музику „Мисије” коју користе НБЦ вести и Севен вести у Аустралији, као и музику за телевизијске серије Изгубљен у простору и Земља џинова, и сценску музику за прву сезону Гилигановог острва.
Вилијамс је исто тако компоновао бројне класичне концерте и друге радове за оркестарске ансамбле и соло инструменте. Он је служио као Бостон Попсов главни диригент од 1980. до 1993. године, и њихов је лауреатски диригент. Он је уведен у Холивуд боулову галерију славних 2000. године, и био је добитник почасти Кенедијевог центра 2004. године и АФИ награде за животно остварење 2016. године. Вилијамс је компоновао филмску музику за осам од 20 најпрофитабилнијих филмова у САД (прилагођено инфлацији).

## Детињство, младост и породица
Џон Таунер Вилијамс је рођен 8. фебруара 1932. in Флорал Парку (Њујорк), од мајке Естер (девојачки Таунер) и Џонија Вилијамса, џез бубњара и перкусионисте који је свирао са Рејмонд Скотовим квинтетом. Вилијамс је рекао о свом пореклу, „Мој отац је био човек из Мејна - ми смо били веома блиски. Моја мајка је била из Бостона. Родитељи мог оца су водили су робну кућу у Бангору у Мејну, а отац моје мајке је правио намештај. [...] Људи са тим коренима нису склони да буду лењи.”
Године 1948. Вилијамсова породица се преселила у Лос Анђелес, где је Џон похађао Средњу школу Северни Холивуд, из које матурирао 1950. године. Он је касније похађао Универзитет Калифорније (Лос Анђелес), и приватно је студирао са италијанским композитором Марио Кастелнуово-Тедеско. Вилијамс је исто тако похађао Градски колеџ Лос Анђелеса током једног семестра, јер је та школа имала студијски џез бенд.
Године 1951, Вилијамс се придружио Америчком ваздухопловству, где је свирао клавир и дувачке инструменте, дириговао и аранжирао музику за бенд америчког ваздухопловства као део свог посла. У једном интервјуу 2016. године са америчким ваздухопловним бендом, испричао је да је похађао основну обуку ваздухопловства у ваздухопловној бази Лакленд, након чега је служио као пијаниста и дувачки свирач, са споредним обавезама аранжирања током три године. Такође је похађао музичке курсеве на Универзитету у Аризони као део своје службе.

Године 1955, након службе у ваздухопловству, Вилијамс се преселио у Њујорк и уписао Џулијард школу, где је учио клавир са Розином Левин. Првобитно је планирао да постане концертни пијаниста, али након што је чуо савремене пијанисте попут Џона Браунинга и Вана Клибурна, пренео је фокус на композицију. За то време Вилијамс је радио као џез пијаниста у многим градским џез клубовима.

## Рана каријера
Након студија на Џулијарду и Истман школи музике, Вилијамс се вратио у Лос Анђелес, где је почео да ради као оркестратор у филмским студијима. Између осталих композитора, Вилијамс је радио са Францом Ваксманом, Бернардом Херманом и Алфредом Њуманом, као и са својим колегама оркестраторима Конрадом Селинџером и Бобом Франклином.
Вилијамс је такође био студијски пијаниста и сесијски музичар, наступајући на филмским партитурама композитора као што су Џери Голдсмит, Елмер Бернштајн, Леонард Бернштајн и Хенри Манчини. Са Манчинијем је снимио партитуре Питера Гана из 1959. године, Дани вина и ружа из 1962. и Шараде из 1963. године. Са Елмером Бернштајном је наступао на партитури Hecht-Hill-Lancaster Productions Слатки мирис успеха. Вилијамс свира клавирски део остината гитара-клавир у чувеној насловној теми Манчинија Питер Ган. На саундтраку Питер Гана, сарађивао је са гитаристом Бобом Бејном, басистом Ролијем Бандоком и бубњаром Џеком Сперлингом, од којих су многи такође представљени у телевизијској серији Mr. Lucky. Вилијамс је био пијаниста за музику за адаптацију мјузикла Леонарда Бернштајна West Side Story из 1961, и филма из 1960. године, The Apartment.
Вилијамс је такође служио као музички аранжер и вођа бенда за серију популарних музичких албума са певачима Рејем Васкезом и Френкијем Лејном.

## Филмско и телевизијско снимање
Иако вешт у разним композиционим идиомима 20. века, Вилијамсов најпознатији стил може се описати као облик неоромантизма, који је инспирисан оркестарском музиком касног 19. века – у стилу Петра Иљича Чајковског или Рихарда Вагнера и њихов концепт лајтмотива — који је инспирисао његове претходнике филмске музике.
Вилијамс је такође компоновао музику за различите телевизијске програме у истом временском периоду, укључујући пилот епизоду Гилигановог острва, Отац нежења (1959–60), Крафт театар неизвесности, Изгубљени у свемиру (1965–68), Временски тунел ( 1966–67), и Земља дивова (последња три је створио плодни ТВ продуцент Ирвин Ален). Такође је радио на неколико епизода М одреда.